# Wereldkampioenschappen schoonspringen 2015 – tienmetertoren synchroon vrouwen
Het synchroonspringen vanaf de tienmetertoren voor vrouwen tijdens de wereldkampioenschappen schoonspringen 2015 vond plaats op 27 juli 2015 in het Aquatics Palace in Kazan.

## Uitslag
Finalisten zijn de eerste 12 genoemde deelnemers, aangegeven met groen.
| Rang   | Land                | Namen                                    | Voorronde | Voorronde | Finale | Finale |
| Rang   | Land                | Namen                                    | Punten    | Rang      | Punten | Rang   |
| ------ | ------------------- | ---------------------------------------- | --------- | --------- | ------ | ------ |
| Goud   | China               | Chen Ruolin Liu Huixia                   | 330.24    | 1         | 359.52 | 1      |
| Zilver | Canada              | Meaghan Benfeito Roseline Filion         | 313.26    | 2         | 339.99 | 2      |
| Brons  | Noord-Korea         | Kim Un-hyang Song Nam-hyang              | 301.44    | 5         | 325.26 | 3      |
| 4      | Mexico              | Paola Espinosa Alejandra Orozco          | 285.57    | 8         | 310.77 | 4      |
| 5      | Rusland             | Jekaterina Petoechova Joelia Timosjinina | 274.80    | 11        | 310.68 | 5      |
| 6      | Verenigd Koninkrijk | Sarah Barrow Tonia Couch                 | 302.52    | 4         | 308.40 | 6      |
| 7      | Maleisië            | Pandelela Rinong Leong Mun Yee           | 311.04    | 3         | 303.60 | 7      |
| 8      | Australië           | Lara Tarvit Melissa Wu                   | 294.84    | 6         | 302.22 | 8      |
| 9      | Verenigde Staten    | Amy Cozad Jessica Parratto               | 285.66    | 7         | 295.86 | 9      |
| 10     | Duitsland           | Tina Punzel Christina Wassen             | 278.70    | 10        | 285.00 | 10     |
| 11     | Oekraïne            | Ganna Krasnosjlyk Vlada Tatsenko         | 279.06    | 9         | 283.20 | 11     |
| 12     | Zuid-Korea          | Kim Su-ji Ko Eun-ji                      | 273.42    | 12        | 271.11 | 12     |
| 13     | Hongarije           | Villő Kormos Zsófia Reisinger            | 261.30    | 13        |        |        |
| 14     | Cuba                | Yaima Mena Annia Rivera                  | 257.58    | 14        |        |        |
| 15     | Brazilië            | Ingrid Oliveira Giovanna Pedroso         | 256.32    | 15        |        |        |
| 16     | Singapore           | Lee Myra Jia Wen Lim Shen-Yan Freida     | 244.32    | 16        |        |        |